# Joachim Bouvet
Pour les articles homonymes, voir Bouvet.
Joachim Bouvet (Le Mans, 18 juillet 1656 - Pékin, 28 juin 1730), nom chinois:Bai Jin 白晋 / 白進, prénom social: Mingyuan 明远) était un mathématicien jésuite français entré au service de l’empereur Kangxi en 1690 comme professeur, cartographe et légat de Louis XIV.

## Biographie
Joachim Bouvet entre dans la Compagnie de Jésus à 17 ans et en 1676 au Collège Royal Henri IV de La Flèche. Après avoir enseigné à Quimper et à Bourges, il est choisi pour être au nombre des six mathématiciens du roi (avec Jean de Fontaney, Jean-François Gerbillon, Claude de Visdelou, Louis Le Comte et Guy Tachard) inscrits à l’Académie des sciences et envoyés en Orient par Louis XIV. Il embarque à Brest le 3 mars 1685 sur l’Oyseau et, après une escale au Siam, aborde en Chine en 1687 avec quatre de ses compagnons.
Ils débutent l’apprentissage du chinois et surtout du mandchou. Avec Jean-François Gerbillon, il est retenu à la cour sur recommandation du jésuite portugais Thomas Pereira, et immédiatement affecté à l’enseignement des mathématiques auprès de l’empereur. Les deux jésuites traduisent aussi en collaboration avec des Chinois les manuels utilisés en mandchou.
En 1692, il prononce ses vœux définitifs et a l’occasion d’apposer sa signature sur l’autorisation accordée par décret impérial ("Décret rouge") cette même année, qui permet aux missionnaires de reprendre pleinement leurs activités religieuses restreintes au moment du procès d'Adam Schall.

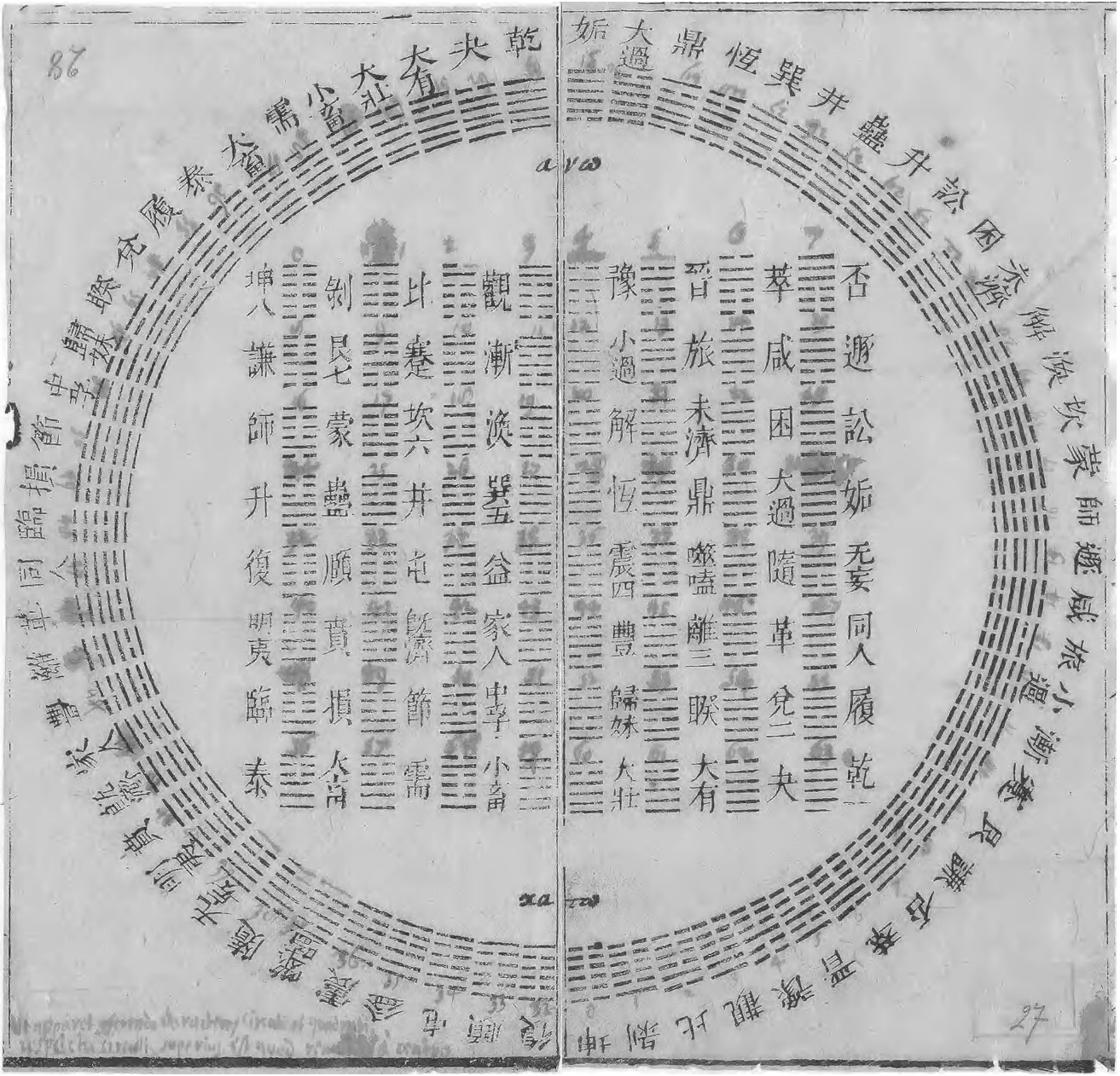
Bouvet envoya à Leibniz un diagramme représentant les 64 hexagrammes de Fuxi (1701)

En 1693, il est envoyé en France par Kangxi avec pour mission d'en ramener d’autres scientifiques, artistes et instruments. Il débarque à Brest le 1er mars 1697 et est reçu le 3 avril par le roi à qui il présente les cadeaux impériaux, dont plus de 40 volumes pour la Bibliothèque royale. Il publie cette même année Le Portrait historique de l’empereur de la Chine qui présente Kangxi sous un jour élogieux - un succès commercial - ainsi qu’une plaquette d’illustrations, L’État présent de la Chine. Louis XIV le dote d'une somme importante pour la mission française de Pékin, mais ne subventionne pas son retour en Chine car il n’a pas présenté de lettre d’accréditation de Kangxi. J. Bouvet se charge alors de trouver un armateur, et c’est finalement à bord du vaisseau commercial l'Amphitrite - qui sera considéré comme un vaisseau tributaire par la cour mandchoue - qu’il retourne en Chine ; il retrouve Pékin en 1699. Outre les cadeaux, dont de très nombreuses gravures, des glaces, des instruments et des portraits du roi et du duc du Maine, il emmène avec lui sept jésuites (Charles Dolzé, Louis Pernon, Jean-Charles-Etienne de Broissia, Philibert Geneix, Joseph Henri Marie de Prémare, Jean-Baptiste Régis et Dominique Parrenin) ainsi que le sculpteur Charles de Belleville et le peintre Giovanni Gherardini.
En 1700, il obtient de l’empereur le point de vue officiel sur le culte de Confucius et des ancêtres, qui les caractérise comme des rites sociaux et non religieux, qui sera publié dans la Gazette de Pékin.
En 1708, il commence avec Jean-Baptiste Régis et Pierre Jartoux les relevés de terrain pour l’établissement de la carte générale de Chine dans la région de la grande muraille, mais en raison d’une chute de cheval il regagne Pékin et ne participera plus à la suite du travail. Il consacre le reste de sa vie à ses études.
Sa stèle tombale, ainsi que celles de F. Gerbillon et J-B Régis se trouvent au Musée de la sculpture de Pékin.

## Controverses
Entre 1697 et 1707, il correspond avec Leibniz à qui il signale la présence d'un système similaire au binaire que ce dernier avait conçu. Il étudie en effet les classiques chinois, en particulier le Yijing et le Daodejing, en y recherchant des traces de la révélation chrétienne. Pour cela il développa un système figuriste visant à comparer (et à rapprocher) les systèmes anciens chinois et européens. Il prétendra ainsi trouver dans d'ancien livres chinois trouver des échos de la Trinité, du Christ, etc. Ses travaux laissèrent ses supérieurs très critique. Il rassemble autour de lui un groupe de missionnaires intéressés par le figurisme et entretient un moment l'espoir de fonder à Pékin une académie figuriste financée par la France. Il s'efforce également d'intéresser l'Académie Hanlin à ses recherches.
Joachim Bouvet prit part à la fameuse dite Querelle des rites chinois.

## Écrits
- quatre Relations de divers voyages qu'il fit dans le cours de ses missions ;
- Portrait historique de l'empereur de Chine qui relate les grandes réalisations politiques de l'empereur, le comparant habilement à Louis XIV à qui le récit est destiné.
- L'État présent de la Chine avec des figures gravées, 1697, lire en ligne sur Gallica ;
- divers morceaux intéressants dans les Lettres édifiantes, etc.

## Sources
Cet article comprend des extraits du Dictionnaire Bouillet. Il est possible de supprimer cette indication, si le texte reflète le savoir actuel sur ce thème, si les sources sont citées, s'il satisfait aux exigences linguistiques actuelles et s'il ne contient pas de propos qui vont à l'encontre des règles de neutralité de Wikipédia.
- Li, Shenwen, 2001, Stratégies missionnaires des Jésuites Français en Nouvelle-France et en Chine au XVIIe siècle, Les Presses de l'Université Laval, L'Harmattan,  (ISBN 2747511235)
- Hong Kong Catholic diocesan Archive